# Танцы со звёздами (Германия)
«Танцы со звёздами» — развлекательное телешоу, стартовавшее на телеканале «RTL» 3 апреля 2006 года. Немецкая версия английской программы канала BBC «Strictly Come Dancing».

## О программе
В шоу участвуют пары, каждая из которых состоит из профессионального танцора и звезды телеэкрана, кинематографа, театра и тому подобное. После выступления каждой пары жюри выставляет оценки. После очередного выпуска телешоу начинается голосование телезрителей — телефонными звонками (в первых сезонах) либо посылкой SMS-сообщений (в 10 сезоне существовала возможность голосовать через официальный сайт программы). Оценка публики суммируется с оценкой профессионалов. Пара, которая набрала наименьшее количество баллов, покидает шоу. В финальной передаче сезона определяется победитель.

## Ведущие
Назан Эккес была ведущей с первого по третий сезоны. В первом и втором сезоне её соведущим был Хапе Керкелинг, а в третьем сезоне - Дэниел Хартвич. С четвертого по десятый сезон Хартвич вёл с Сильвией Мейс. В настоящее время программу ведут Хартвич и австрийская певица и бывшая победительница шоу Виктория Сваровски.

## Сезоны
На данный момент выпущено 14 сезонов шоу.
| Сезон | Количество | Количество | Период трансляции | Период трансляции | Знаменитые места чести               | Знаменитые места чести                                   | Знаменитые места чести               |
| Сезон | Пар        | Выпусков   | Премьера          | Финал             | Первое место                         | Второе место                                             | Третье место                         |
| ----- | ---------- | ---------- | ----------------- | ----------------- | ------------------------------------ | -------------------------------------------------------- | ------------------------------------ |
| 1     | 8          | 8          | 3 апреля 2006     | 21 мая 2006       | Уэйн Карпендейл и Изабель Эдвардссон | Вольке Хегенбарт и Оливер Зеефельдт                      | Сэнди Меллинг и Роберто Альбанезе    |
| 2     | 10         | 8          | 14 мая 2007       | 30 июня 2007      | Сьюзан Сидеропулос и Кристиан Поланк | Катя Эбштейн и Оливер Зеефельдт                          | Джован Эльбер и Изабель Эдвардссон   |
| 3     | 10         | 8          | 9 апреля 2010     | 28 мая 2010       | София Томалла и Массимо Синато       | Сильви ван дер Ваарт и Кристиан Поланц / Кристиан Беренс | Нина Ботт и Роберто Альбанезе        |
| 4     | 10         | 9          | 23 марта 2011     | 18 мая 2011       | Майт Келли и Кристиан Поланк         | Мориц А. Сакс и Мелисса Ортис-Гомес                      | Томас Караоглан и Сара Латтон        |
| 5     | 12         | 11         | 14 марта 2012     | 23 мая 2012       | Магдалена Бжеска и Эрих Кланн        | Ребекка Мир и Массимо Синато                             | Стефани Хертель и Сергей Плюта       |
| 6     | 10         | 9          | 5 апреля 2013     | 31 мая 2013       | Мануэль Кортес и Мелисса Ортис-Гомес | Сила Шахин и Кристиан Поланц                             | Пол Янке и Екатерина Леонова         |
| 7     | 10         | 9          | 28 марта 2014     | 30 мая 2014       | Александр Клаус и Изабель Эдвардссон | Таня Шевченко и Вилли Габалье                            | Кармен Гейсс и Кристиан Поланк       |
| 8     | 14         | 12         | 13 марта 2015     | 5 июня 2015       | Ханс Сарпей и Катрин Мензингер       | Минь-Кхай Фан-Тхи и Массимо Синато                       | Маттиас Штайнер и Екатерина Леонова  |
| 9     | 14         | 12         | 11 марта 2016     | 3 июня 2016       | Виктория Сваровски и Эрих Кланн      | Сара Ломбарди и Роберт Бейтч                             | Яна Палласке и Массимо Синато        |
| 10    | 14         | 13         | 24 февраля 2017   | 9 июня 2017       | Гиль Офарим и Екатерина Леонова      | Ванесса Май и Кристиан Поланк                            | Анджелина Кирш и Массимо Синато      |
| 11    | 14         | 13         | 9 марта 2018      | 8 июня 2018       | Ингольф Люк и Екатерина Леонова      | Джудит Уильямс и Эрих Кланн                              | Барбара Мейер и Серджиу Лука         |
| 12    | 14         | 13         | 15 марта 2019     | 14 июня 2019      | Паскаль Хенс и Екатерина Леонова     | Элла Эндлих и Валентин Лусин                             | Бенджамин Пивко и Изабель Эдвардссон |
| 13    | 14         | 13         | 21 февраля 2020   | 22 мая 2020       | Лили Поль-Ронкалли и Массимо Синато  | Мориц Ганс и Рената Лусин                                | Лука Хенни и Кристина Люфт           |
| 14    | 14         | 13         | 26 февраля 2021   | 28 мая 2021       | Рурик Гисласон и Рената Лусин        | Валентина Пахде и Валентин Лусин                         | Николас Пушманн и Вадим Гарбузов     |